# Columbia Symphony Orchestra
Het Columbia Symphony Orchestra was een door Columbia Records opgericht symfonieorkest. Met de naam werden verschillende orkesten aangeduid die werden samengesteld voor het maken van grammofoonplaatopnamen.
In de jaren vijftig en begin jaren zestig bestond het Columbia Symphony Orchestra uit leden van het New York Philharmonic Orchestra, het orkest van de Metropolitan Opera, en van het NBC Symphony Orchestra. 
Vanaf 1957 werd met de naam ook een symfonieorkest aangeduid dat speciaal voor de dirigent Bruno Walter was samengesteld. Het bestond voornamelijk uit musici van de Amerikaanse westkust. Walter nam met het orkest uitvoeringen van symfonieën van Beethoven, Brahms, Mozart en Mahler op die hoog worden aangeslagen.